# Affamè
Affamè est l'un des cinq arrondissements de la commune de Bonou dans le département de l'Ouémé au Bénin.

## Géographie
L'arrondissement de Affamè est situé au sud-est du Bénin et compte 6 villages que sont Affame Centre, Dasso, Sota, Agbosso, Wovime et Zoukou.

## Démographie
Selon le recensement de la population de 2013 conduit par l'Institut national de la statistique et de l'analyse économique (INSAE), Affamè compte 7733 habitants .